# XSLT
XSLT (XSL Transformation) är ett märkspråk som används för att omvandla dokument skrivna i XML, till exempel genom att ändra ordningen på innehållet, lägga till information eller för att välja ut valda delar av grunddokumentet. I processen skapas det ett nytt dokument, som inte behöver följa samma DTD eller XML Schema som ursprungsdokumentet. XSLT är i sig en tillämpning av XML, och man använder XPath för att identifiera de objekt som ska transformeras.
Principerna som ligger till grund för utvecklandet av XSLT är en separation av representationen (i XML-form) från presentationen (till exempel i HTML-form) genom att använda ett översättningsschema (i XSLT-form). Genom att ha en enhetlig modell för representationen av data kan man presentera samma information på flera olika sätt beroende på syfte och möjligheter. Detta betyder att man kan ändra representationen oberoende av hur den skall presenteras. Som exempel skulle man kunna tänka sig att samma information kan presenteras i HTML (för publicering på webben) som text och som punktskrift.